# 鶴山塾
鶴山塾（かくざんじゅく）は、津山市が青少年健全育成事業の一環として、学校生活、家庭生活及び社会生活における悩みをもつ子どもや保護者に対して、相談、助言、支援を行うことを目的に設置した教育施設である。

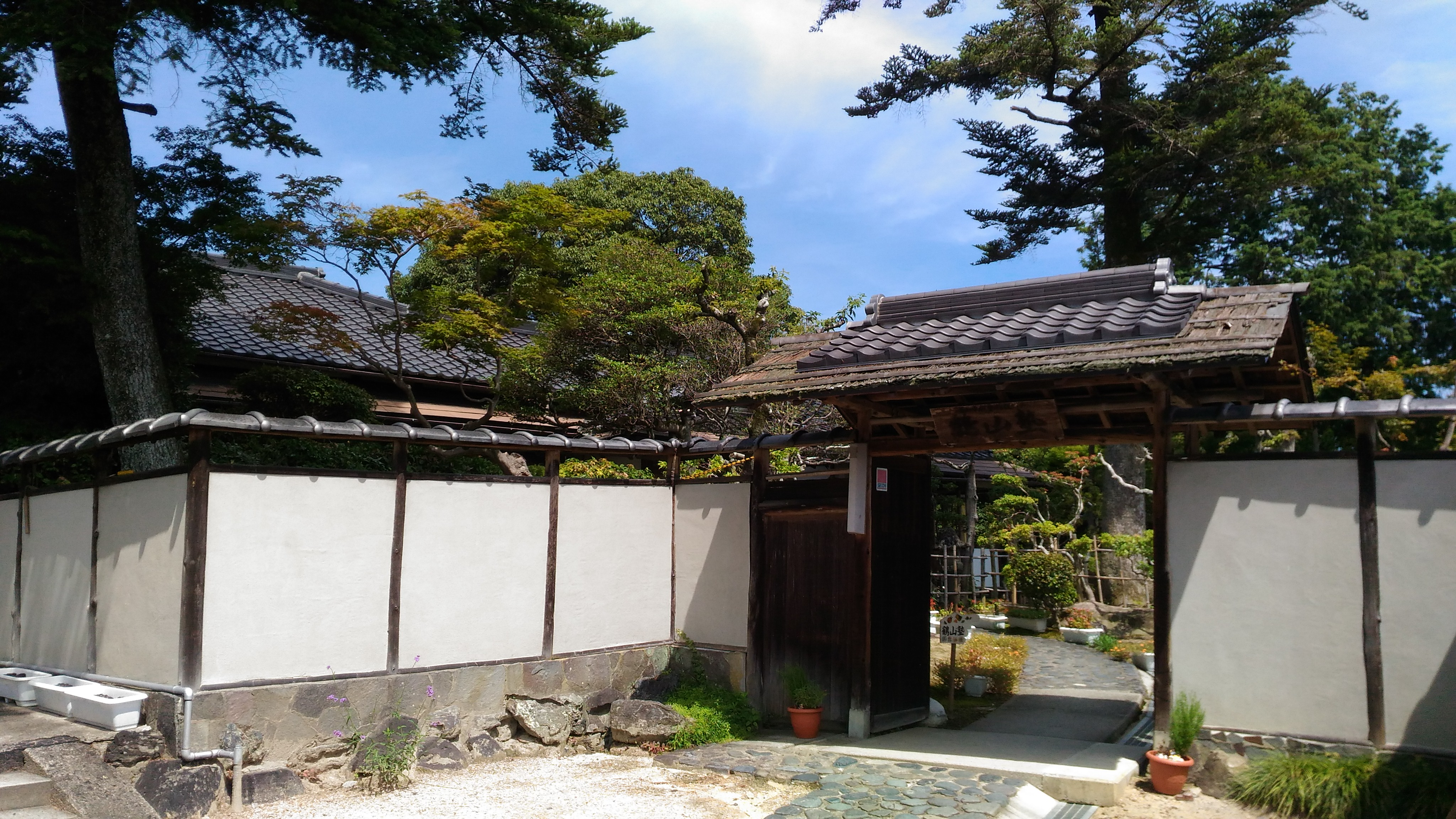
鶴山塾正門

## 沿革
- 1984年（昭和59年）10月25日 - 津山市教育相談センター「鶴山塾」が開設される。藤原修己が塾長に就任。
- 1985年（昭和60年）1～3月 - 相談協力員を募集し、5回の研修会を実施。第1回鶴山塾相談協力員委嘱式で、106名を委嘱。
- 1986年（昭和61年）7月 - 鶴山塾「相談協力員連絡会」が発足。
- 1988年（昭和63年）2～3月 - 相談室改修工事により、相談室、学習室、箱庭の部屋を増築。
- 1989年（平成元年）2月 - 第1回「津山市現代子育て講座」を開催。
- 同年10月 - 「小・中学校教職員研修会」を開催。（以後毎年開催）
- 1990年（平成2年）6月 - 「ふれあい農園」を開墾。文部省の「登校拒否児童・生徒の適応指導教室の在り方に関する調査研究」の委託を受ける。（平成2年6月3日～平成3年3月31日）
- 同年7月 - 「相談協力員連絡会」の活動に対し、日本生命財団より日本生命財団N.C.賞を受賞。
- 1991年（平成3年）1月 - 文部省初等中等局中学校課より視察を受ける。
- 同年8月 - 「相談協力連絡会」を「とまり木の会」に改称。
- 1992年（平成4年）10月 - 矢野啓二が塾長に就任。
- 1993年（平成5年）2月 - 文部省教育助成局と岡山県教育委員会の視察を受ける。
- 1994年（平成6年）7月 - 財団法人福武教育振興財団より１０年間の教育相談活動に対して、福武哲彦教育賞を受賞。
- 同年10月 - 開塾10周年記念教育相談研究大会を開催。（2日間）
- 1995年（平成7年）4月 - 多胡元司が塾長に就任。
- 同年12月 - 鶴山塾改修事業により、台所等の改善工事をする。
- 1997年（平成9年）4月 - 玉木陽一が塾長に就任。
- 1999年（平成11年）4月 - 文部省の「不登校児童生徒の適応指導総合調査研究」の委託を受ける。
- 同年6月 -  開塾15周年記念事業として、「鶴山塾の一般開放」を実施。（2日間）
- 同年10月 -  開塾15周年記念「こころの子育てフォーラム」を開催。
- 2000年（平成12年）7月 - 竹上恵美子が塾長に就任。
- 2001年（平成13年）6月 - 「休日相談月間」を行う。（6月、10月、2月）
- 2003年（平成15年）4月 -　新家彰が塾長に就任。
- 同年 -  鶴山塾ボランティア「とまり木」の再登録と新規募集を行い、56名を委嘱。（2年間委嘱）
- 2004年（平成16年）8月 -　開塾20周年記念研究大会を開催。（講師：山下英三郎氏）
- 2006年（平成18年）4月 -　市村京子が塾長に就任。
- 同年10月 - 「全国適応指導教室連絡協議会」近畿・中国地域会議で鶴山塾の活動報告を行う。
- 2008年（平成20年）6月 -　文部科学省生涯学習政策局の視察を受ける。
- 2009年（平成21年）8月 -　開塾25周年記念教育講演会を開催。（講師：皆藤章氏）
- 2011年（平成23年）1～10月 -　鶴山塾改修事業により、相談室・書庫・電気配線等修繕工事をする。
- 2012年（平成24年）4月 -　土居勇人が塾長に就任。
- 同年7月 - 岡山県議会の視察を受ける。
- 2014年（平成26年）10月 -　開塾30周年記念大会を開催。（講師：山下英三郎氏）[1]
- 2016年（平成28年）4月 - 文部科学省の「教育支援センターの機能強化に向けた調査研究事業」の委託を受ける。
- 2017年（平成29年）4月 - 津山圏域定住自立圏の形成に関する協定に基づく不登校児童生徒支援事業を開始する。
- 同年7月 - 文部科学省の「学校以外の場における教育機会の確保等に関する調査研究事業」の委託を受ける。

## 事業内容

### 教育相談活動
- 相談活動：相談員、特別相談員による家庭教育・学校教育・社会生活上の諸問題について電話、面接による相談
- 継続支援：子どもや保護者への継続的な面接相談、訪問支援、小・中学生の通塾支援

### 啓発活動
- 「こころの子育てフォーラム」の開催（市民対象）
- 「教育講演会」の開催（教育関係者対象）
- 教育相談だより「NOW」の発行
- リーフレット配布
- ホームページによる情報発信
- 研修会講師派遣

### 学校・各関係機関との連携
- 学校との情報交換
- 教育相談担当者の会（学期に１回）
- 通塾生担任の会（年に１回）
- 事例検討会、研修会
- 視察・研修の受け入れ
- 関係機関との連絡調整の会

### 市民との協働
- 農園作業、通信発行、学習支援を鶴山塾ボランティア「とまり木」との連携により行っている。

## 所在地
- 岡山県津山市山下８７